# Ermita de San Marcos de Yegros
La Ermita de San Marcos de Yegros es una ermita medieval ubicada en el paraje de Yegros, término municipal de Mora, en la provincia de Toledo, Castilla-La Mancha, España. Fue fundada en el siglo XIII por la Orden de Santiago junto al trazado del Camino de Santiago de Levante y, durante la Guerra de la Independencia, en 1808, tropas francesas la emplearon como cárcel de campaña, realizando ajusticiamientos en la horca anexa. En la actualidad se conserva en estado de ruinas, con muros de mampostería y sillares calizos semiescubiertos por la vegetación.

## Historia
La ermita de San Marcos de Yegros se alzó en el siglo XIII bajo el auspicio de la Orden de Santiago, aprovechando la dehesa de Yegros —hoy despoblada— como enclave estratégico para dar cobijo a monjes y peregrinos que transitaban por el Camino de Santiago de Levante. El edificio disponía de dimensiones suficientes para albergar a varios viajeros y mantuvo un oratorio dedicado a San Marcos Evangelista, patrono de arrieros y pastores.
Con el paso de los siglos, el despoblado de Yegros fue perdiendo habitantes hasta quedar completamente abandonado. En el Catastro de Ensenada (1752) ya se describe como una dehesa sin población censada, dedicada únicamente al pasto de encinar y sin casas habitables en sus inmediaciones. Aun así, la ermita permaneció como único vestigio arquitectónico del antiguo núcleo, resistiendo la erosión del tiempo y la vegetación del encinar.
Durante la Guerra de la Independencia (1808–1814), las tropas francesas ocuparon el término municipal de Mora y utilizaron la ermita como cárcel de campaña. Se documentan ajusticiamientos en la horca adyacente al edificio, cuyo patio y corredores sirvieron de prisión improvisada para los prisioneros de guerra. Tras la retirada de las tropas, la ermita jamás recuperó su función religiosa y comenzó un periodo de progresivo deterioro.
Ya en el siglo XX y hasta la actualidad, los muros de mampostería y sillares calizos han quedado semiescubiertos por la vegetación, conservándose únicamente fragmentos de bóvedas apuntadas y cornisa moldurada. 

## Arquitectura
La ermita de San Marcos de Yegros responde a la tipología de arquitectura religiosa popular castellana, con una planta de nave única de trazado rectangular y cabecera de ábside poligonal, aunque en la actualidad solo sobreviven vestigios parciales de los muros originales. Los muros se ejecutaron en mampostería de piedra local reforzada con sillares calizos en las esquinas y vanos, lo que le confería solidez y cierta austeridad decorativa típica del románico tardío.
En época barroca se levantó una pequeña espadaña de un solo ojo de campana adosada a la cabecera, construida con sillares más finos y rematada por un frontón triangular, que contrastaba con la austeridad de la nave principal. La fachada occidental conserva el hueco de acceso original, un arco de medio punto con dovelas escuadradas, y dos vanos laterales de reducido tamaño para iluminación, lo que creaba un ambiente interior de penumbra propicio para la meditación.
En el interior se aprecian, entre la maleza y los derrumbes, restos de la cornisa moldurada que separaba la nave del arco triunfal y los arranques de bóveda apuntada. Junto al muro del evangelio se distinguen las huellas del antiguo altar mayor con nicho para retablo y basamento de piedra, así como fragmentos de enlucido con restos de pintura mural, indicios de sucesivas intervenciones artísticas y devocionales a lo largo de los siglos.
A lo largo de los contrafuertes exteriores y en algunos puntos de los muros laterales pueden verse mechinales y escaleras de obra, sin duda herramientas para la reforma y refuerzo estructural que la ermita sufrió antes de su abandono definitivo. Actualmente, estos elementos arquitectónicos quedan semienterrados bajo la vegetación del encinar, aunque permiten reconocer las distintas fases de construcción y uso de este recinto sacro en el despoblado de Yegros.

## Romería
Antiguamente se celebraba una «romería» en la ermita cada 25 de abril, festividad de San Marcos, a la que acudían numerosos vecinos del municipio. La tradición se mantuvo hasta mediados del siglo XX, momento en que cayó en desuso.